# 妖星
妖星就中國道教或台灣道教、民間信仰而言，是指行年輪值諸星之一。以《正四七十四孟之月》道法舉例，妖星指甲子、癸酉、壬午、庚子、己酉、戊午等行年凶日。道教認為，人如輪值該星，若涉及起造、嫁娶、移徙、祭祀等活動，容易人口災凶、牢獄刑禁等。除避凶外，以道教符籙派信仰而言，解決方法為修齋建醮。
另：勇士当家球星：蒙塔-埃利斯  的外号